# 小行星11073
小行星11073（11073 Cavell）是一颗绕太阳运转的小行星，为主小行星带小行星。该小行星于1992年9月2日发现。

## 轨道参数
小行星11073的轨道半长轴为2.4004408 UA，离心率为0.171。